# 萨拉齐东站
萨拉齐东站位于内蒙古自治区土默特右旗萨拉齐镇，是唐包铁路上的一个车站，距离曹妃甸北站968公里，距离包头站62公里。该站办理专用线、专用铁路货运业务，每天接发车400多列，隶属呼和浩特铁路局包头车站。

## 概要
萨拉齐站原为萨拉齐地区主要的客货运车站，有京包铁路经过。2010年新建集包铁路第二双线萨拉齐段（现京包客运专线）计划接入萨拉齐站并办理客运业务，原京包铁路萨拉齐站的货运业务及接轨专用线迁移至原车站东侧的新建站场。两线线位利用曲线置换，并在萨拉齐站站场北侧还建京包正线。2012年11月集包铁路开办客货运输业务之后，车站定名为萨拉齐东站。
2020年10月11日，车站所在的京包线葫芦至包头段改编为唐包线。
2021年3月，车站由包头车务段改为包头车站管辖。

## 设施
萨拉齐东站站场位于既有萨拉齐站北侧东端，设有7条到发线，分为Ⅰ、Ⅱ两个站场，京包客运专线从南侧穿越站场。其中Ⅰ场设有4条股道（含唐包正线），Ⅱ场设有3条万吨到发线。原萨拉齐站接轨专用线货物在本站开站后由本站负责取送。本站现设有通往国家粮食和物资储备局内蒙古局一三七处、阿刀亥煤矿、宏民实业、土默特右旗易至物流有限公司、老窝铺煤矿、新兴煤炭、萨拉齐煤炭、神华集团包头矿业、明华能源、盛华煤炭、华电土右电厂等单位的专用线。